# Cyathea secc. Alsophila
Alsophila es un género en la familia Cyathea. El nombre fue originalmente aplicado al género de helechos arbóreos y que ahora se consideran sinónimos con Cyathea.

## Clasificación
- Subgénero Cyathea
  - Sección Alsophila

| - - - Cyathea abbottii - Cyathea acanthophora - Cyathea acrostichoides - Cyathea acuminata - Cyathea affinis - Cyathea albidosquamata - Cyathea alderwereltii - Cyathea alleniae - Cyathea alpicola - Cyathea amboinensis - Cyathea amintae - Cyathea andersonii - Cyathea aneitensis - Cyathea annae - Cyathea apiculata - Cyathea apoensis - Cyathea approximata - Cyathea archboldii - Cyathea ascendens - Cyathea atropurpurea - Cyathea australis - Cyathea baileyana - Cyathea balanocarpa - Cyathea batjanensis - Cyathea biformis - Cyathea borneensis - Cyathea × boytelii - Cyathea brevipinna - Cyathea brooksii - Cyathea bryophila - Cyathea buennemeijerii - Cyathea callosa - Cyathea camerooniana - Cyathea capensis - Cyathea catillifera - Cyathea caudata - Cyathea chinensis - Cyathea christii - Cyathea cincinnata - Cyathea cinerea - Cyathea coactilis - Cyathea colensoi - Cyathea × confirmis - Cyathea corcovadensis - Cyathea costalisora - Cyathea costulisora - Cyathea crassa - Cyathea croftii - Cyathea cucullifera - Cyathea cunninghamii - Cyathea cuspidata - Cyathea dealbata - Cyathea deckenii - Cyathea decora - Cyathea decrescens - Cyathea dicksonioides - Cyathea dimorpha - Cyathea doctersii - Cyathea dregei - Cyathea × dryopteroides - Cyathea edanoi - Cyathea elongata - Cyathea erinacea - Cyathea eriophora - Cyathea esmeraldensis - Cyathea everta - Cyathea excavata - Cyathea exilis - Cyathea fadenii - Cyathea × fagildei - Cyathea fenicis - Cyathea ferruginea - Cyathea foersteri - Cyathea fulgens - Cyathea fuliginosa - Cyathea geluensis - Cyathea gigantea - Cyathea glaberrima - Cyathea glabra - Cyathea glaziovii - Cyathea gleichenioides - Cyathea gregaria - Cyathea grevilleana - Cyathea halconensis - Cyathea hancockii - Cyathea havilandii - Cyathea henryi - Cyathea heterochlamydea - Cyathea hooglandii - Cyathea hookeri - Cyathea hornei - Cyathea horridula - Cyathea hotteana - Cyathea humilis - Cyathea hunsteiniana - Cyathea hymenodes - Cyathea imbricata - Cyathea imrayana - Cyathea incana - Cyathea incisoserrata - Cyathea inquinans - Cyathea insulana - Cyathea javanica - Cyathea junghuhniana - Cyathea kanehirae - Cyathea kermadecensis - Cyathea khasyana - Cyathea klossii - Cyathea latebrosa - Cyathea latipinnula - Cyathea ledermannii - Cyathea lepidoclada - Cyathea loerzingii | - - - Cyathea loheri - Cyathea longipes - Cyathea lurida - Cyathea macarthurii - Cyathea macgillivrayi - Cyathea macgregorii - Cyathea macropoda - Cyathea madagascarica - Cyathea magnifolia - Cyathea manniana - Cyathea marattioides - Cyathea × marcescens - Cyathea masapilidensis - Cyathea media - Cyathea × medinae - Cyathea mesosora - Cyathea metteniana - Cyathea mexicana - Cyathea microchlamys - Cyathea microphylloides - Cyathea mildbraedii - Cyathea milnei - Cyathea minor - Cyathea modesta - Cyathea mossambicensis - Cyathea muelleri - Cyathea negrosiana - Cyathea nicklesii - Cyathea nigrolineata - Cyathea nigropaleata - Cyathea nilgirensis - Cyathea nockii - Cyathea obtusiloba - Cyathea ogurae - Cyathea oinops - Cyathea oosora - Cyathea orientalis - Cyathea pachyrrhachis - Cyathea pallidipaleata - Cyathea parva - Cyathea patellifera - Cyathea percrassa - Cyathea perpelvigera - Cyathea perpunctulata - Cyathea perrieriana - Cyathea physolepidota - Cyathea plagiostegia - Cyathea podophylla - Cyathea polycarpa - Cyathea polystichoides - Cyathea portoricensis - Cyathea pruinosa - Cyathea pseudomuelleri - Cyathea pubescens - Cyathea punctulata - Cyathea pycnoneura - Cyathea raciborskii - Cyathea ramispina - Cyathea rebeccae - Cyathea recommutata - Cyathea recurvata - Cyathea rigens - Cyathea rubella - Cyathea rubiginosa - Cyathea rufopannosa - Cyathea rupestris - Cyathea saccata - Cyathea salletii - Cyathea salvinii - Cyathea scandens - Cyathea schlechteri - Cyathea schliebenii - Cyathea sechellarum - Cyathea semiamplectens - Cyathea serratifolia - Cyathea setosa - Cyathea setulosa - Cyathea sinuata - Cyathea smithii - Cyathea solomonensis - Cyathea spinulosa - Cyathea stuebelii - Cyathea subdubia - Cyathea subtripinnata - Cyathea sumatrana - Cyathea tenuicaulis - Cyathea ternatea - Cyathea thomsonii - Cyathea tryoniana - Cyathea tsilotsilensis - Cyathea tussacii - Cyathea urbanii - Cyathea vandeusenii - Cyathea vieillardii - Cyathea walkerae - Cyathea welwitschii - Cyathea wengiensis - Cyathea woodwardioides - Cyathea woollsiana - Cyathea zakamenensis |